# Библиотека Болнице Источно Сарајево
Библиотека Болнице Источно Сарајево је позајмна библиотека која се налази у склопу Болнице у Источном Сарајеву, Република Српска, БиХ. Налази се на адреси Касиндолског батаљона бр. 113.

## Болница Источно Сарајево
Болница Источно Сарајево је новоизграђени болнички комплекс који је отворен 2018. године, намењена за територију општина Источно Сарајево. Директор болнице Горан Тодоровић је на отварању рекао да су грађани добили нову болницу која ће заменити старе објекте.

## Библиотека
У оквиру Болнице Источно Сарајево је формирана Библиотека. Библиотека је једна од осам библиотека (Матична библиотека Источно Сарајево, Народна библиотека Пале, Народна библиотека Соколац, Народна библиотека Трново, Народна библиотека Источни Стари Град, Библиотека Психијатријске болнице Соколац, Библиотека казнено поправног дома Кула) које егзистирају на територији града Источно Сарајево.